# Metropolia bukareszteńska

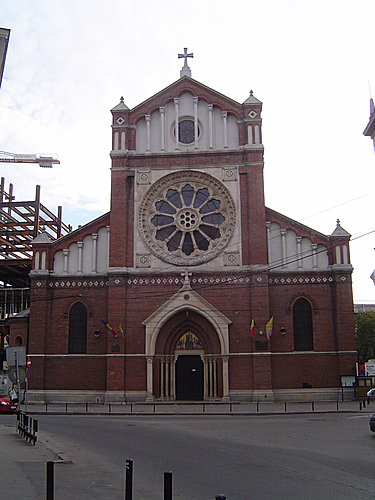
Katedra św. Józefa w Bukareszcie

Metropolia bukaresztańska – metropolia obrządku łacińskiego w Kościele katolickim w Rumunii. 

## Dane ogólne[a]
- Powierzchnia: 185 905 km²
- Ludność: 15 547 258
  - Katolicy: 445 457
  - Udział procentowy: 2,87%
- Księża:
  - diecezjalni: 647
  - zakonni: 171
- Zakonnicy: 258
- Siostry zakonne: 599

## Geografia
Metropolia bukaresztańska obejmuje swoim zasięgiem obszar większości państwa rumuńskiego, z wyłączeniem archidiecezji Alba Iulia.

## Historia
Metropolia bukareszteńska została utworzona 27 kwietnia 1883 przez papieża Leona XIII konstytucją apostolską Praecipuum munu, po przekształceniu dotychczasowego wikariatu apostolskiego Wołoszczyzny w pełnoprawną archidiecezję bukareszteńską, którą równocześnie podniesiono do rangi metropolii, przydzielając jej jako sufraganię wikariat apostolski Marcianopolis.
5 czerwca 1930 na mocy konkordatu zawartego między rządem rumuńskim a Watykanem, metropolię poszerzono o diecezje siedmiogrodzkie: Oradea Mare i timisoarską.

## Podział administracyjny
1. Archidiecezja Bukaresztu
2. Diecezja Oradea Mare
3. Diecezja Jassów
4. Diecezja Timișoara

## Metropolici
- 1883–1885: abp Ignatius Paoli, CP
- 1885–1892: abp Paolo Giuseppe Palma, CP
- 1894–1895: abp Otto Zardetti
- 1896–1905: abp Franz Xaver von Hornstein
- 1905–1924: abp Raymund Netzhammer, OSB
- 1924–1948: abp Alexandru Theodor Cisar
- 1990–2019: abp Ioan Robu
- od 2019: abp Aurel Percă